# Urva smithii
Urva smithii is een zoogdier uit de familie van de mangoesten (Herpestidae). De wetenschappelijke naam van de soort werd voor het eerst geldig gepubliceerd door Gray in 1837.

## Voorkomen
De soort komt voor in India en Sri Lanka.